# Përmet distrikt
Përmetis distrikt (albanska: Rrethi i Përmetit) var ett av Albaniens 36 distrikt. Det hade ett invånarantal på 26 000 och en area av 930 km². Det var beläget i sydöstra Albanien, och dess centralort var Përmeti. Andra städer i det här distriktet var Kelcyra.